# Keaton McCargo
Keaton McCargo (10 luglio 1995) è una sciatrice freestyle statunitense, specialista nelle gobbe.

## Biografia
Nel 2018 ha preso parte ai XXIII Giochi olimpici invernali a Pyeongchang venendo eliminata nel secondo turno della finale e classificandosi ottava nella gara di gobbe.

## Palmarès

### Mondiali juniores
- 4 medaglie:
  - 3 ori (gobbe in parallelo e gobbe a Chiesa in Valmalenco 2013, gobbe a Chiesa in Valmalenco 2014);
  - 1 bronzo (gobbe in parallelo a Chiesa in Valmalenco 2014).

### Coppa del Mondo
- Miglior piazzamento in classifica generale: 6ª nel 2017.
- 1 podio:
  - 1 terzo posto.